# Karl Perron
Karl Perron nascut Karl Pergamenter (Frankenthal, 3 de juny de 1858 – Dresden, 15 de juliol de 1928) fou un cantant d'òpera alemany de la corda de baix-baríton.
Dotat d'una bella veu de baríton, va fer els estudis a Múnic i Frankfurt, de 1880 a 1884 cantà en nombrosos concerts i després fou contractat pel Teatre Oficial de Leipzig, en el que va romandre fins al 1891 en que passà a Dresden. El 1896 prengué part en les representacions wagnerianes de Bayreuth, interpretant els rols d'Amfortas, del Parsifal i de Wotan, de La Walkyria. Per acabar, es retirà el 1913.